# Antonín Bartoň
Antonín Bartoň ml. (14. prosince 1908 Vysoké nad Jizerou – 9. září 1982 tamtéž) byl úspěšný československý lyžař, reprezentant, olympionik a výrobce lyží. Jeho otec Antonín Bartoň starší patřil k průkopníkům lyžování, byl účastníkem běžeckého závodu, při němž zahynuli Bohumil Hanč a Václav Vrbata.
Vyučil se truhlářem a začal pracovat v otcově firmě, kde pomáhal při výrobě lyží. Večer po práci trénoval. Nejprve se účastnil mládežnických závodů, které až na výjimky všechny vyhrál. Později při výkonu vojenské služby začal vyhrávat armádní závody po celé Evropě. Mezi jeho největší úspěchy patří trojnásobný titul Mistr ČSR, Mistr Francie, Mistr Polska, Vyznamenání norského krále, stříbro v závodě sdruženém na MS 1933 v Innsbrucku a šesté místo na ZOH 1932 v Lake Placid, kde byl nejlépe umístěným československým sportovcem na celých hrách. Byl velkým kandidátem na zlatou olympijskou medaili na zimních olympijských hrách v roce 1936. To však zhatila nehoda na kole, kdy si přivodil otevřenou zlomeninu nohy, jež ukončila jeho kariéru. Do roku 1976 se věnoval pouze výrobě lyží.